# Euplexia maculata
Euplexia maculata är en fjärilsart som beskrevs av Barend J. Lempke 1942. Euplexia maculata ingår i släktet Euplexia och familjen nattflyn. Inga underarter finns listade i Catalogue of Life.